# Irene Figoli
Irene Figoli (* 15. Juli 1985) ist eine uruguayische Judoka.
Irene Figoli wurde 2002 sowohl Uruguayische Meisterin im Jiu Jitsu (bis 55 kg) als auch im Judo (bis 57 kg). Sie gewann bei der U-20-Südamerikameisterschaft 2003 in der Klasse bis 57 kg in Buenos Aires die Goldmedaille. Bei der U-20-Südamerikameisterschaft 2004 holte sie in der Gewichtsklasse bis 63 kg. Silber. Im April 2005 folgte eine Bronzemedaille in der Klasse bis 63 kg beim International Tournament Kiyoshi Kobayashi im portugiesischen Coimbra. Den Wettbewerb gewann Andreia Cavalleri vor Kadhija Labhih. Figoli nahm mit der uruguayischen Mannschaft an den Südamerikaspielen 2006 in Buenos Aires teil. Dort gewann sie in der Klasse bis 63 kg die Bronzemedaille. 2010 in Medellín war sie abermals Teil des Teams bei den Südamerikaspielen 2010.